# Kostel svatého Šimona a Judy (Vlčí Pole)
Římskokatolický hřbitovní, filiální kostel svatého Šimona a Judy ve Vlčím Poli je sakrální stavba volně stojící ve východní části obce v parku při zámku. Od roku 1967 je kostel chráněn jako kulturní památka.

## Historie
Původně gotická stavba kostela byla v roce 1683 zbarokizována.

## Architektura
Jedná se o obdélný, jednolodní, polygonálně uzavřený kostel z tesaných kvádrů. Má novější opěráky z roku 1899. Na kostele jsou dvě hrotitá okna s kružbami a na jihu se nachází malé hrotité prosté (bez kružby) okno. Na severní straně kostela je hrotitý profilovaný portál.
Loď má plochý strop. Kruchta kostela je dřevěná. Triumfální oblouk je hrotitý. V závěru je kostel sklenut žebrovou klenbou.

## Zařízení
Hlavní oltář pochází z období kolem roku 1670. Je raně barokní, sloupový a portálový. Je zdoben boltcovou ornamentikou a opatřen umělecky nevýznamným obrazem. Kazatelna pochází z období výstavby kostela. Barokní socha Panny Marie pochází z poloviny 18. století. Skříňové varhany (resp. pozitiv) je raně barokní z roku 1696. Na bocích dvoukřídlé skříně varhan jsou malby sv. Kateřiny a sv. Cecílie.